# روري جاك تومسون
روري جاك تومسون (بالإنجليزية: Rory Jack Thompson)‏ هو عالم أمريكي، ولد في 10 مايو 1942 في سياتل في الولايات المتحدة، وتوفي في 18 سبتمبر 1999 في Risdon Vale, Tasmania ‏ في أستراليا بسبب شنق.